# Hortung

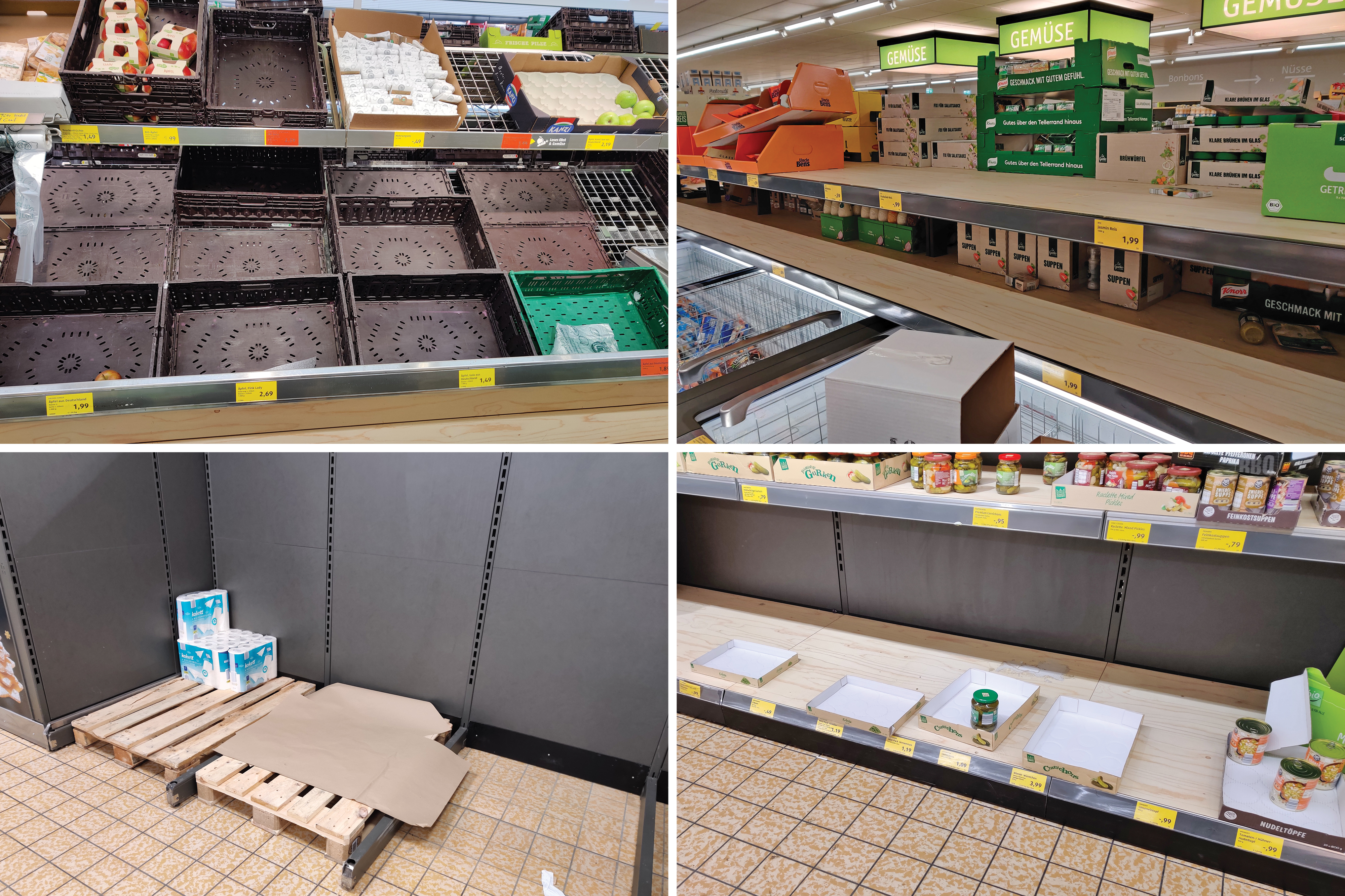
Infolge der COVID-19-Pandemie kam es ab Februar 2020 in vielen Ländern zu sogenannten Hamsterkäufen

Hortung (abgeleitet von Hort; umgangssprachlich auch Hamstern genannt) bedeutet, Nahrungsmittel, Kleidung oder andere Sachen über den Eigenbedarf (Verbrauch bzw. angemessene Abdeckung des Wiederbeschaffungsrisikos) bzw. die zum Ausgleich schwankender Verfügbarkeit (jahreszeitlich bedingter Ernte, saisonaler Verfügbarkeit oder nur gelegentlicher Beschaffungsmöglichkeit) nötige Speicherung hinausgehend zu bevorraten.
Die vorbeugende Anlage von Notvorräten zu Zeiten guter Versorgungssituation ist hierbei grundsätzlich eine positive Maßnahme der Risikominderung für Notzeiten mit unzureichenden Beschaffungsmöglichkeiten (z. B. Hungersnöte); sie wird daher auch staatlicherseits empfohlen. Umgekehrt wird die Anlage von Vorräten in Zeiten unzureichender Versorgung im Regelfall negativ bewertet, da sie dringend benötigte Güter dem Zugriff anderer Verbraucher entzieht und zu einer zusätzlichen Verknappung führt. Heutzutage hat die Benutzung des Wortes horten meist eine abwertende Konnotation.

## Allgemeines
Häufig gehortet werden beispielsweise Bargeld, Devisen, Gold, Lebensmittel oder Waffen. Diese Art der Vorratsbeschaffung geht auf die allen Lebewesen eigene Strategie zurück, die Erhaltung des eigenen Lebens, aber auch der eigenen Art sicherzustellen. Hortung kann als Massenphänomen zu unerwünschten Folgen beitragen: so führte im Römischen Reich die Geldverknappung (Deflation) durch Hortung zum drohenden Zusammenbruch des Handels. In Zeiten politischer Krisen wird daher oftmals versucht, die Bevölkerung möglichst durch Aufklärung, Propaganda oder moralische Appelle vom Horten abzubringen. So enthielt etwa das in der Schweiz während des Kalten Krieges verbreitete Zivilverteidigungsbuch drastische Schilderungen der Folgen des Hortens für die Versorgung der Bevölkerung. Auch wurden Pläne für eine Rationierung der wichtigsten Verbrauchsgüter vorgestellt, die Hamsterkäufe verhindern sollten.
Meist ist das Phänomen des Hortens zeitlich begrenzt und endet mit dem Wegfall des Grundes, also z. B. dem Ende eines Krieges. In von Mangelwirtschaft geprägten Ländern kann es jedoch zum Dauerzustand werden, in der DDR etwa war es üblich, selten erhältliche Produkte sofort zu kaufen und einzulagern, wenn sie angeboten wurden, auch wenn man akut gar keinen Bedarf hatte.
Unter Hamsterkauf versteht man einen Kauf, der ausschließlich der Hortung, dem Anlegen eines Vorrats, dient. Hamsterkäufe können – müssen aber nicht – als massenpsychologische Phänomene als Herdenverhalten auftreten. Die Bezeichnung wird oft abwertend verwendet, wenn gehortete Dinge ständig verfügbar sind (sehr hohe Versorgungssicherheit) und/oder eine Hortung als unnötig angesehen wird. Der Begriff selbst ist auf die Hamster zurückzuführen, die in ihren Backentaschen Nahrungsvorräte sammeln und in den Bau tragen.

## Geschichte

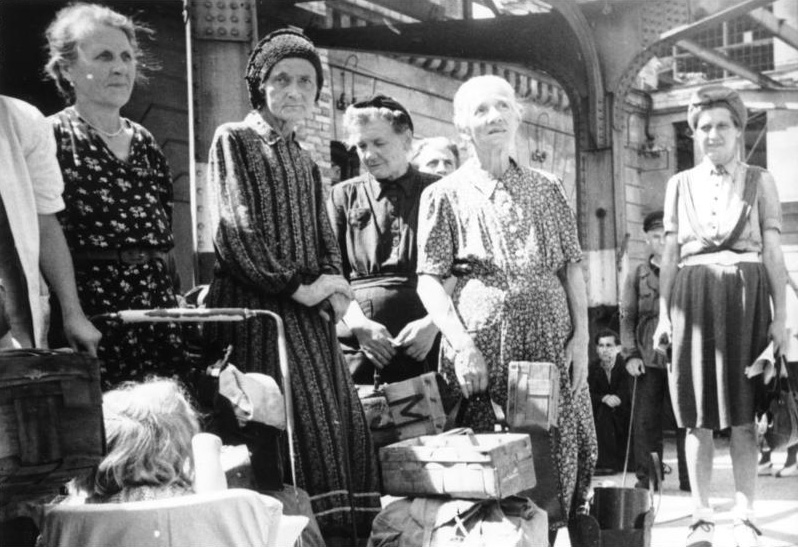
Berlin 1946: Frauen vor der Fahrt zum „Hamstern“

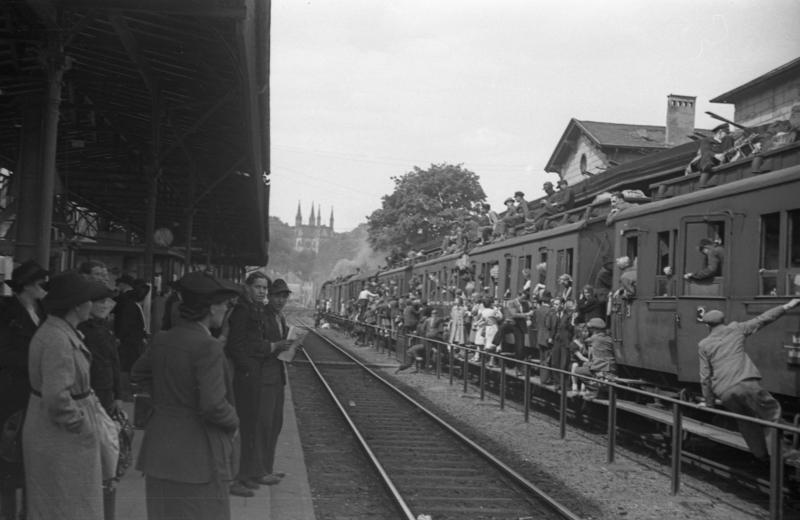
Personen besteigen einen Zug zu einer „Hamsterfahrt“ (Bahnhof Remagen 1947)

### Erster Weltkrieg und Nachkriegsjahre
Massenhaftes Hamstern setzte im Deutschen Reich 1916 ein. Es war Folge der auf immer mehr Güter ausgedehnten Rationierung, aber auch der seit Mai 1916 geltenden Höchstmengen für den heimischen Vorrat. Hamsterkäufe hatten schon bei Kriegsbeginn im August 1914 eingesetzt, blieben jedoch auf vornehmlich bürgerliche Haushalte begrenzt. Ab Sommer 1916 begann jedoch immer umfangreichere Hamsterfahrten auf das Land, während zuvor versucht wurde, die eigenen Vorräte durch Einkäufe auf Wochenmärkten und in städtischen Läden zu decken. Trotz umfangreicher moralischer Appelle und zunehmend härteren Strafandrohungen nahm das Hamstern angesichts der Versorgungskrise des „Steckrübenwinters“ 1916/17 weiter zu. Angesichts wachsender Unterernährung und Hunger begannen auch Arbeiterhaushalte mit dem Hamstern. Dies wurde ergänzt durch die Warenhortung von Betrieben und Gemeinden, die dabei die bestehenden Höchstpreise missachteten. Parallel entwickelte sich ein wachsender Schleichhandel, der Waren aufkaufte und in den Städten verkaufte. Er wurde von den Behörden systematisch bekämpft, während das individuelle Hamstern zunehmend akzeptiert wurde.
Das Hamstern erreichte seinen Höhepunkt 1919, nahm dann durch eine verbesserte Versorgung mit Lebensmitteln und Brennmaterial ab. Aufgrund der sich rasch steigernden Inflation begann aber seit 1921 das Horten von Sachwerten, dessen Höhepunkt während der Hyperinflation 1923 erreicht wurde. Es mündete in zahllose, teils gewalttätige Proteste und auch Plünderungen.

### Zweiter Weltkrieg und Nachkriegsjahre
Zum Ende des Zweiten Weltkriegs kam es in Folge der Kriegswirtschaft in Deutschland zu Hamsterkäufen, durch Berichte über aufgedeckte und bestrafte Hamsterer versuchte die Propaganda, diesen entgegenzuwirken.

Gerechtfertigte Hamsterkäufe fanden in der Nachkriegszeit in Deutschland statt. In dieser Zeit etablierte sich auch der spezielle Begriff Hamsterfahrten, die notwendig wurden, weil vor allem in den ersten Jahren nach dem Krieg die Versorgung mit Lebensmitteln in den Städten nicht ausreichend war. So fuhren viele Menschen mit der Eisenbahn in ländliche Gebiete und versuchten, bei Bauern Sachwerte gegen Kartoffeln, Eier, Speck oder andere Agrarprodukte zu tauschen. Diese Fahrten wurden als Hamsterfahrten oder kurz Hamstern bezeichnet. Fahrten mit der Eisenbahn waren damals erschwinglich, sodass die wenigen verkehrenden Züge oft überfüllt waren. Es war nicht ungewöhnlich, dass man weite Strecken mit der Bahn fuhr, nur um einen Sack Kartoffeln zu besorgen. Oft durchwühlten die Leute auch bereits abgeerntete Äcker nach vergessenen Kartoffeln, um diese mit nach Hause zu nehmen. In dieser Zeit wurde so manches wertvolle Schmuckstück oder Silberbesteck gegen einige Säcke Kartoffeln oder andere Lebensmittel getauscht. Viele halfen den Bauern auch gegen Bezahlung in Naturalien bei der Ernte. Nach der Währungsreform 1948 füllten sich die Geschäfte wieder mit Waren, und die Hamsterfahrten gingen zurück.
Der Begriff „Hamsterkauf“ tauchte ersichtlich erstmals im Rahmen der Ölkrise 1973 auf, als sich im Herbst des Jahres die Furcht vor einer Knappheit des Erdöls allgemein verbreitete. In einem Interview mit der BILD-Zeitung vermutete der damalige Wirtschaftsminister Hans Friderichs, dass die Ölpreise ausschließlich wegen Hamsterkäufen hochgetrieben würden. Dies bestätigte wenig später die British Petroleum: Wenn Öl irgendwo doch knapp werden würde, seien Hamsterkäufe schuld.

### Seit den 1980er-Jahren
1986, nach dem Reaktorunfall in Tschernobyl, versuchten Verbraucher, noch unbelastete H-Milch zu horten.
1995, während des dreiwöchigen Streiks im öffentlichen Dienst in Frankreich, hortete die Bevölkerung haltbare Lebensmittel.
Ab Mai 2006 horteten viele Privatpersonen aufgrund der laut Medienberichten drohenden Vogelgrippe H5N1 große Mengen von Medikamenten, die angeblich gegen das Grippevirus wirkende Substanzen enthalten sollten.
Im März 2011 kam es in Japan nach dem Tōhoku-Erdbeben 2011 teilweise zu Hamsterkäufen aufgrund des nuklearen Notfalls.
Nach Zucker-Hamsterkäufen wegen des großen Preisunterschiedes wurde im deutsch-polnischen Grenzgebiet im April 2011 der Zuckerverkauf von mehreren Lebensmittelhändlern rationiert.
Das für September 2012 festgesetzte Verkaufsverbot von Glühlampen in der EU führte zu Hamsterkäufen, da Verbraucher die als Ersatz angebotene Energiesparlampe nicht akzeptieren wollten.

### COVID-19-Pandemie; russisch-ukrainischer Krieg

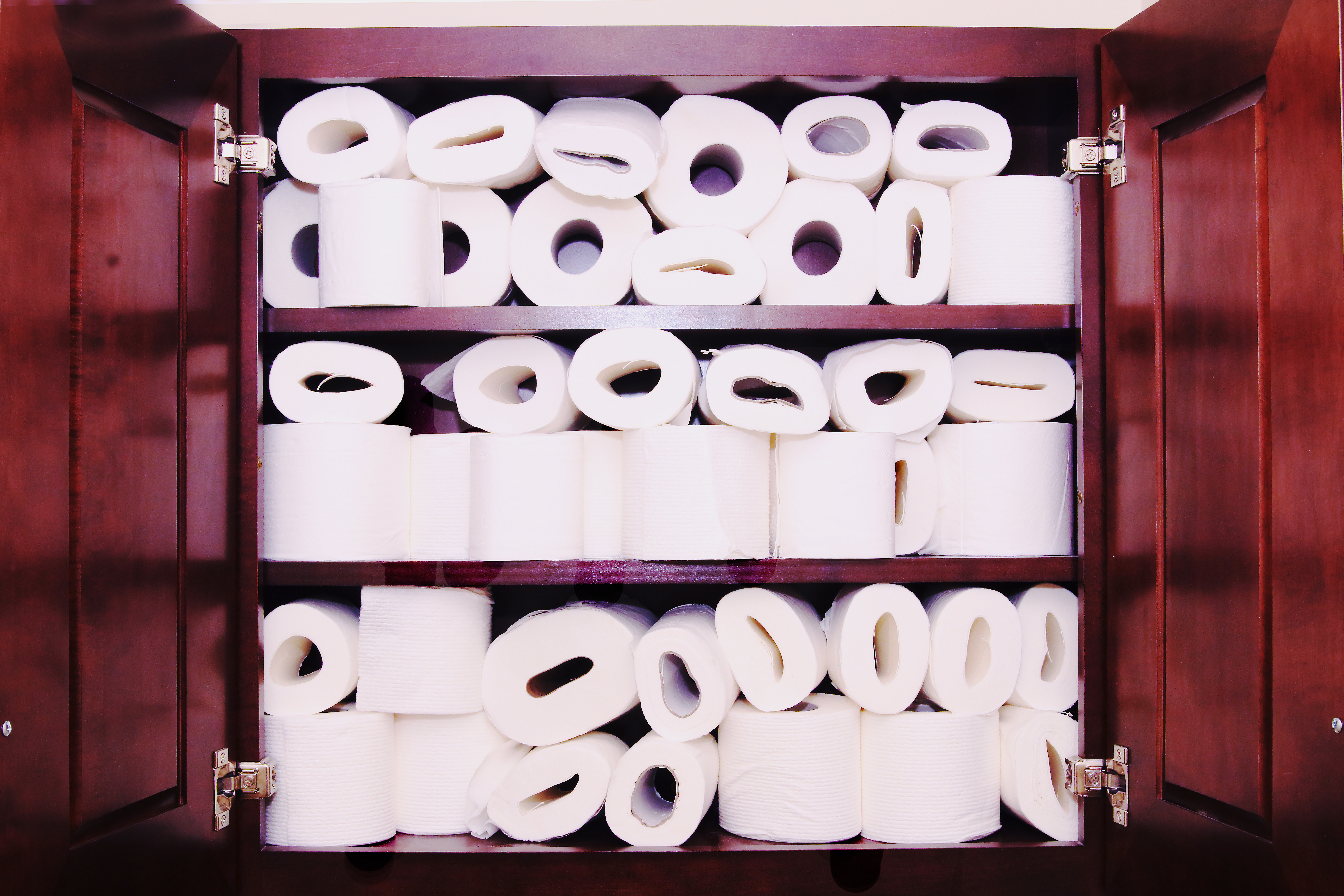
Symbolbild für die Toilettenpapier-Hortung während der COVID-19-Pandemie

Im Februar und März 2020 kam es wegen der COVID-19-Pandemie in einigen Ländern teilweise zu einem Ausverkauf von bestimmten Waren in Supermärkten und Drogeriemärkten, sichtbar durch Regallücken. Während in Deutschland insbesondere Toilettenpapier gehamstert wurde (vgl. Klopapierkrise), waren in den Nachbarländern entsprechend der dortigen Gewohnheiten andere Produkte besonders gefragt: In den Niederlanden Marihuana, in den USA Handfeuerwaffen, in Österreich Nagellack, in Skandinavien Schmerzmittel, in Italien Wein, in Frankreich Rotwein und Kondome und in Bulgarien Zitrusfrüchte. Als einen Grund für die Bevorratung von Lebensmitteln und Hygieneartikel durch  insbesondere jüngere Erwachsene nennt das Marktforschungsinstitut IFH (Institut für Handelsforschung in Köln) die Befürchtung, nicht mehr wie gewohnt einkaufen zu können. Der Sozialpsychologe Clifford Stott wies darauf hin, dass Bevorratung eine rationale Strategie sei in einer Situation, in der sich im Sinne einer selbsterfüllenden Prophezeiung eine Knappheit abzeichne. Er riet Medien zu einer Berichterstattung, die Beispiele für Altruismus hervorhebe, und empfahl Solidarität unter Nachbarn. Zudem kam es zu Massenaufkäufen von Waren und dem Weiterverkauf zu überhöhten Preisen. Verkäufer, die Wucherpreise verlangten, wurden – so in der Schweiz – festgenommen oder von dem Verkauf auf Online-Verkaufsplattformen ausgeschlossen. Knappheit liegt bei Lebensmitteln in den Industriestaaten jedoch nicht vor, sondern Lieferengpässe entstehen ausschließlich durch stark erhöhte Warenrotation, auf welche die Produktion nicht sofort reagieren kann.
Auch während des Kriegs Russlands gegen die Ukraine kam es im März 2022 zu Hamsterkäufen. In Deutschland waren Speiseöle und Mehl besonders gefragt, so dass die Supermärkte die Abgabemengen beschränkten. Durch Substitution in der Lebensmittelindustrie (Verwendung von Rapsöl statt Sonnenblumenöl), verstärkten Anbau und Rückgang der Spekulation hatte sich die Versorgungslage mit Sonnenblumenöl August 2022 wieder normalisiert, auch wenn die Preise höher als vor dem Russischen Überfall auf die Ukraine waren. Im Folgejahr 2023 hatte sich die Versorgung mit Speiseöl und Ölsaaten in Deutschland normalisiert, die Importe aus der Ukraine lagen nahezu auf Vorkriegsniveau und der heimische Anbau hatte stark zugenommen.

## Wirtschaftswissenschaft
In den Wirtschaftswissenschaften wird gemäß der Zielsetzung beim betreffenden wirtschaftlichen Handeln vom Sparen das Horten unterschieden. Im Marxismus etwa wird dafür auch häufig von „Schatzbildung“ gesprochen (im Unterschied zu Konsum oder Akkumulation von Kapital).
Geld wird zu Hause, im Sparstrumpf, im Tresor gehortet, während es als Sparguthaben bei Kreditinstituten angelegt wird. Im Falle des Hortens wird das Geld dem Wirtschaftskreislauf entzogen mit womöglich ungünstigen Auswirkungen auf Konjunktur und Beschäftigung, im zweiten Fall steht das Geld für Investitionen zur Verfügung, wenn es von den Kreditinstituten an ihre Kreditnehmer verliehen wird. Diese Sicht wird nicht von allen Wirtschaftswissenschaftlern geteilt: Es gibt auch die Ansicht, dass das Speichern von Wert (ohne Konterpart) auch eine der Funktionen von Geld ist und „gehortetes“ Geld damit in der Bedürfnisbefriedigung seines Eigentümers seine Funktion erfülle. Das Speichern von Bargeld, insbesondere von Banknoten, zum Schutz des eigenen Vermögens vor dem Kollaps von Geschäftsbanken oder zum Selbstschutz vor dem übergriffigen Staat sind solche Motive. So wurden in Italien kurz vor der Einführung des Euro bei Bankguthaben einige Promille der Guthaben automatisch dem Staat zugeführt. Auch als Alternative zum Entrichten von Negativzinsen auf Girokonten bei Geschäftsbanken hat Bargeldhalten seine Bedeutung bewiesen.